# Brudstykker af et mønster
|  | Denne artikel er oprettet af botten Steenthbot ud fra en ekstern database. Den kan derfor have sproglige fejl eller mangler. Denne skabelon kan fjernes efter kontrol af indholdet. |

Brudstykker af et mønster er en dansk dokumentarfilm fra 1969 instrueret af Ernst Møholt og efter manuskript af Carl Otto Petersen.

## Handling
Hjemmeværnets samarbejde med de øvrige væbnede styrker